# Final Gathering
Final Gathering (auch Final Gather, abgekürzt „FG“) ist ein Algorithmus der Bildsynthese in der Computergrafik, der auf Raytracing basiert.
Dabei wird es sehr oft in Verbindung mit globaler Beleuchtung (global illumination) eingesetzt um optimale Beleuchtungs- und Schatteneffekte zu erzeugen.
Besonders für diffuse Schattierungen und realistische Außenszenen wird dieser Algorithmus verwendet.

## Ursprung
Final Gathering war ursprünglich als performanceschonende Caching-Technik gedacht, die globale Beleuchtung in Geschwindigkeit und Qualität verbessern und ergänzen sollte. Durch die Ermittlung der ungefähren lokalen Strahlungsintensität  nach dem Photon Tracing kann in Verbindung mit globaler Beleuchtung eine schnellere Berechnung der Beleuchtung erfolgen, da die globale Beleuchtung nicht so exakt berechnet werden muss.
Weiterhin verringert sich der „dunkle-Ecken-Effekt“ und das niederfrequente Rauschen.

## Funktionsweise
Die Berechnung von Final Gathering läuft grob nach folgendem Schema ab und hängt von diversen Einstellungen ab:
- Photon Tracing Phase (die Berechnung der globalen Beleuchtung)
- Final Gathering Phase
  - Vorberechnung von Final Gathering Points
- Rendering-Phase
  - Berechnung von zusätzlichen Final Gathering Points und Interpolation aller FG Points.
  - Raytracing

### Vorberechnung (Presampling)

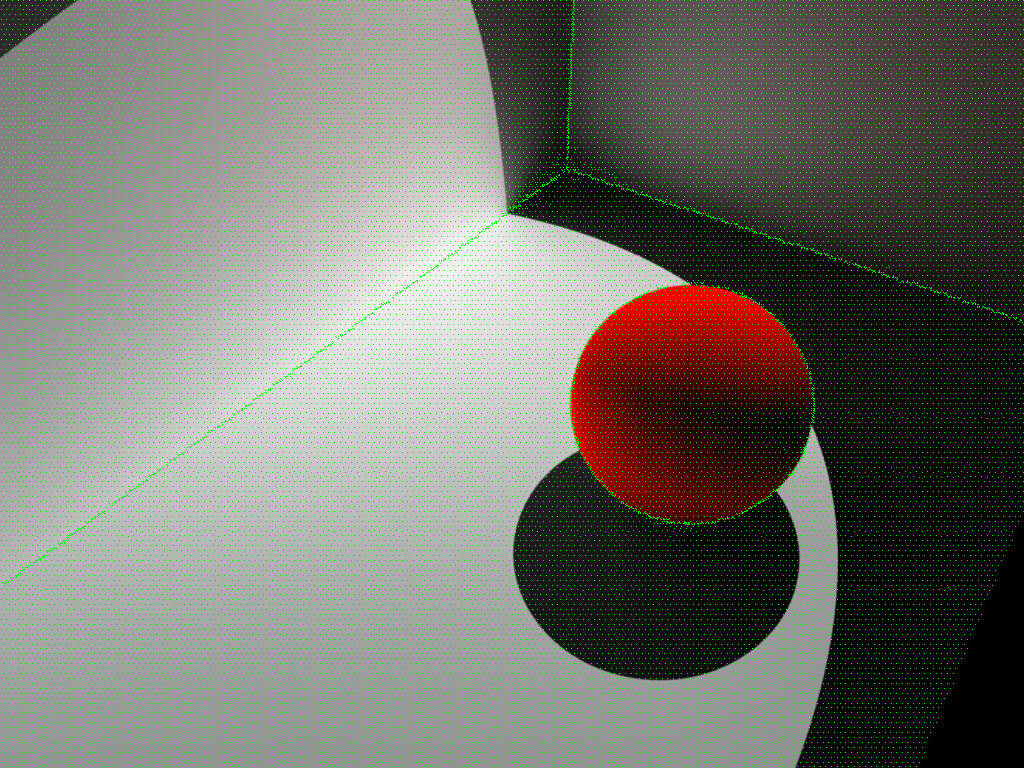
2D dargestellte Final Gathering Map. Grüne Punkte entsprechen den Final Gathering Points

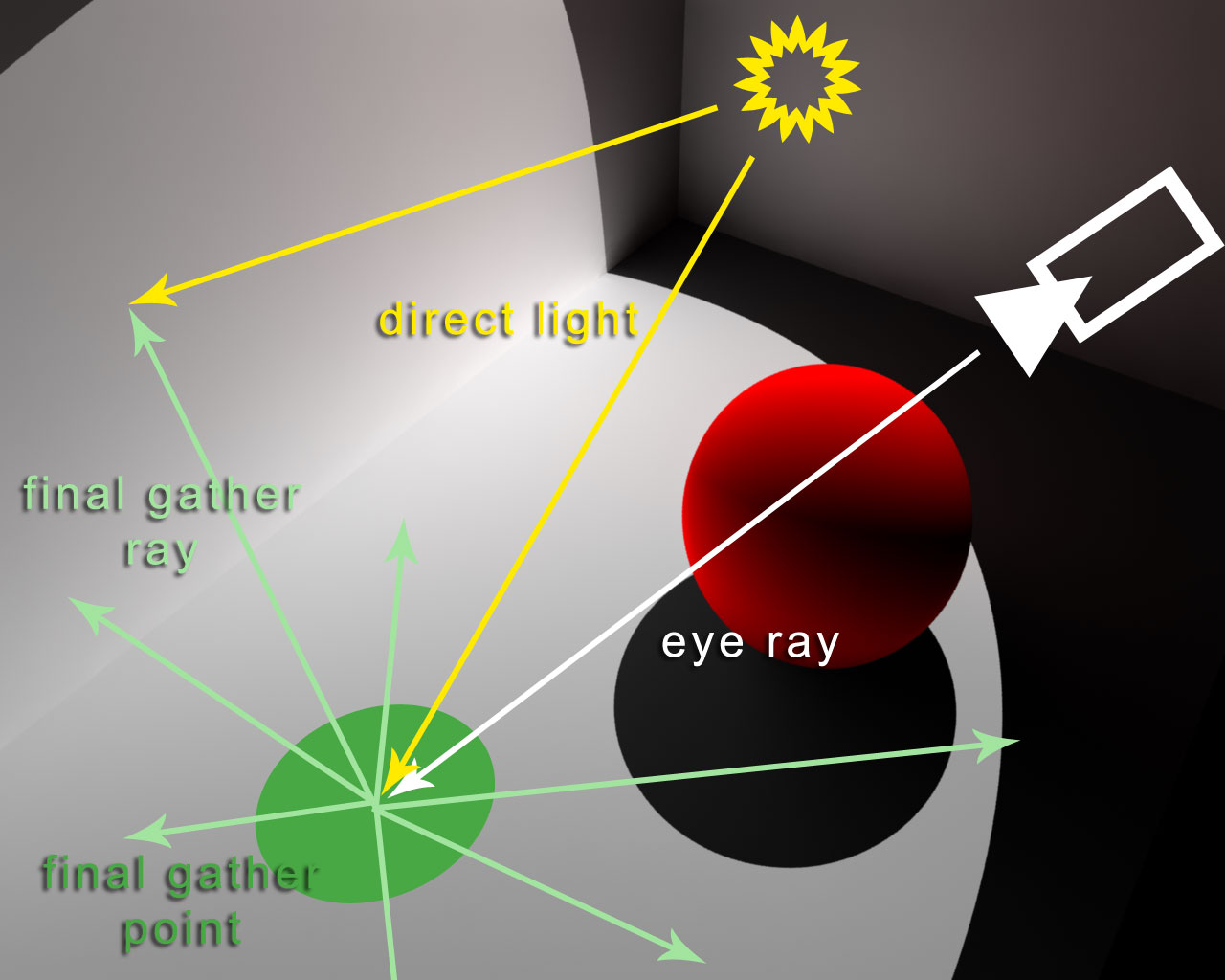
Schematische Darstellung des Final Gatherings

Von der Kamera ausgehend werden sogenannte Eye Rays in die Szene ausgesandt. An den Stellen, an denen es zu einem Schnitt mit der Szenengeometrie kommt, werden Final Gathering Rays von diesem Schnittpunkt aus in die in Normalenrichtung orientierte Hemisphäre ausgesandt.
Dabei passt sich diese Art Raster aus Final Gather Points der Szene an. Weniger Final Gather Points werden zum Beispiel auf großen Flächen benötigt, mehr hingegen in detailreichen Regionen und Ecken; somit wird eine schnelle und akkurate Berechnung gewährleistet.
Diese Final Gathering Rays laufen so lange, bis sie auf Geometrie treffen und geben dann ihre Informationen über Farbe und Helligkeit jenes Schnittpunktes mit der Geometrie wieder.
All diese Informationen über die Beleuchtung der Szene werden in einer 3D Final Gathering Map im Arbeitsspeicher oder für spätere Berechnungszwecke auf Festplatte abgespeichert. Weiteres zur Final Gathering Map siehe unter „Animationen“.

### Zusätzliche Berechnungen und Interpolation

Die Auswirkung der Einstellung für den minimalen und maximalen Radius bei Final Gathering.

Die Berechnung von Final Gathering Points in der Presampling-Phase (Vorberechnung) ist sehr rechenaufwendig, so dass zur Ermittlung der lokalen Strahlungsintensität benachbarte Punkte herangezogen werden.
Abhängig ist dies von den Einstellungen für den maximalen und minimalen Radius:
- Der maximale Radius steht für die Region aus der Final Gathering Points herangezogen werden können. Sollten in dieser Region nicht genug Informationen aus den FG-Points gewonnen werden können, so werden neue Final Gathering Points emittiert.
- Der minimale Radius steht für die Region, aus der FG Points und ihre Informationen über die Strahlungsintensität herangezogen werden müssen.

Für den Benutzer sind diese Werte von Bedeutung, da diese die Geschwindigkeit der Berechnung und Qualität des Bildes stark beeinflussen.
Ein Beispiel wäre eine Vertiefung in Form einer feinen Linie in der Geometrie. Bei einem zu großen minimalen Radius würde diese Linie lückenhaft und artefaktbehaftet erscheinen.

### Strahlengang und Trace Depth
Die Final Gathering Rays legen je nach Einstellung nicht nur die eine Strecke zurück, bis sie auf Geometrie treffen, sondern werden gegebenenfalls reflektiert oder gebrochen.
Vom ersten Schnittpunkt mit der Geometrie sucht der FG Ray dann weiter, bis er wiederholt auf Geometrie trifft oder nicht.
Wie oft ein FG Ray reflektiert und/oder gebrochen werden darf legt die Trace Depth fest. Auch diffuse Materialien reflektieren Licht!
Üblich ist ein Trace Depth Wert zwischen 1 und 3. Dabei ist zu beachten, dass die Anzahl der zulässigen Reflexionen und Brechungen separat gesteuert werden kann, aber ihre Summe nicht größer sein kann als der Trace Depth Wert. Dies ist etwa so zu verstehen, dass ein FG Ray erst einmal gebrochen wird (die erste Interaktion von möglichen drei) und dann zwei weitere Male reflektiert wird – danach hört die Berechnung für diesen Strahl auf, da die Trace Depth von drei erreicht wurde.
Dieser Wert beeinflusst das berechnete Bild bedeutend, da die Berechnung bei hohen Trace Depth Werten weitaus aufwendiger und genauer ist.
Ein Raum mit nur einem Fenster als Lichtquelle würde bei einem niedrigen Trace Depth (1–2) mitunter zu dunkel erscheinen, da nur FG Rays die direkt das Fenster treffen die Szene beleuchten. Bei höheren Werten (4–8) erscheint der Raum heller, weil es durch die zusätzlichen Reflexionen zu einer viel stärkeren indirekten Beleuchtung gekommen ist, ähnlich wie bei der globalen Beleuchtung.

### Falloff
Normalerweise laufen die FG Rays so lange, bis sie auf Geometrie stoßen. Der falloff-Wert bestimmt diese Strecke.
Das heißt, solle ein FG Ray sein „Lebensende“ (maximal zurückgelegte Strecke – der falloff-Wert) erreicht haben und keine Geometrie gefunden haben, so stoppt dieser die Suche und gibt eine vorher eingestellte Hintergrundfarbe wieder.
Dadurch wird der Final Gathering Prozess beschleunigt – kann aber auch bei einem zu niedrigem Wert (deutlich) ungenauer werden.

## Verwendung
Final Gathering wird von allen großen 3D-Packages unterstützt, da in ihnen Mental Ray als Renderer integriert ist.
In der Film-Industrie ersetzt Final Gathering teilweise die globale Beleuchtung.
Final Gathering kann alleine eingesetzt werden oder in Kombination mit globaler Beleuchtung.
Bei dieser Kombination ergänzen sich beide Techniken, so dass man die Qualitätseinstellungen des einzelnen Verfahrens teilweise halbieren kann.
Diese Kombination bietet ein Höchstmaß an visueller Qualität wie Realitätsnähe – in produktionsfähigen Renderzeiten.
Wie auch beim alleinigen Rendern mit Final Gathering setzt eine effektive Nutzung ein umfassendes Verständnis für die Einstellmöglichkeiten und Erfahrung voraus.

### Animationen
Ein Nachteil bei Final Gathering ist der nicht problemlose Einsatz für Animationen. Dabei kann es zu einem Flackern (z. B. Helligkeitsschwankungen im Bild) kommen.
Um dies zu verhindern, wird die Final Gathering 3D-Map nicht für jedes Bild erneuert (wie es standardmäßig der Fall ist), sondern man friert sie ein oder berechnet nur die Bereiche, die noch nicht von der Final Gathering Map erfasst wurden.
Eine weitere Möglichkeit besteht darin die globale Beleuchtung in Kombination mit Final Gathering einzusetzen. Das Flackern wird dadurch vermieden.